# Saint-Gonlay
Saint-Gonlay (bret. Sant-Gonlei)  – miejscowość i gmina we Francji, w regionie Bretania, w departamencie Ille-et-Vilaine.
Według danych na rok 1990 gminę zamieszkiwało 280 osób, a gęstość zaludnienia wynosiła 30 osób/km² (wśród 1269 gmin Bretanii Saint-Gonlay plasuje się na 953. miejscu pod względem liczby ludności, natomiast pod względem powierzchni na miejscu 862.).